# Boris Lejeune
Pour les articles homonymes, voir Lejeune.
Boris Lejeune est un sculpteur, peintre et poète français, né à Kiev, en 1947.

## Sculpture
Le livre Cinq sculptures boulevard Pereire paraît en 1991 aux Éditions de la Différence, avec une introduction de Jean-Marie Le Sidaner, présentant notamment l'œuvre Les Arbres située sur la promenade Rosemonde-Pujol, dans le 17e arrondissement de Paris.
Durant la fin des années 1980, Boris Lejeune réalise plusieurs autres grandes sculptures en bronze de paysages de vignes et de champs.
- En 1990, il réalise une plaque commémorative en l'honneur du poète russe Ossip Mandelstam. Cette plaque est située au 12 rue de la Sorbonne à Paris.
- En 1994, il sculpte le grand paysage Les Vignes de Laon qui est installé sur la place des Droits de l'Homme à Laon.
- En 1999, la fontaine Vignes - Fontaine est installée dans le centre-ville de Remich au Grand-Duché de Luxembourg.
- En 2002, Boris Lejeune réalise la sculpture Cep de vigne pour le lycée Clemenceau à Reims.
- En 2006, il sculpte une stèle de Robert-Jean de Vogüe, ancien président de la Maison Moët & Chandon. La stèle est installée à Épernay.

Boris Lejeune fait partie des douze artistes interrogés par le psychiatre et psychanalyste Thierry Delcourt, dans son essai Au risque de l'art, publié en 2007 aux éditions L'Âge d'Homme,.
- En avril 2010, il réalise la sculpture L'Ange au pied de vigne pour le Domaine de la Romanée-Conti. En bronze, de 2,50 m de hauteur, elle fait face au vignoble.
- En 2012, il réalise une sculpture de Bernard Stasi, ancien ministre, député de la Marne et président du Conseil régional de Champagne-Ardenne. La sculpture est installée à Épernay, sur la place Bernard Stasi (anciennement place des Arcades)[4].
- La même année, il participe à l'exposition du Sénat "Les couleurs et les lettres" qui présente 7 artistes russes vivant à Paris, à l'Orangerie du Jardin du Luxembourg à Paris[5].
- En septembre 2013, une grande sculpture de Jeanne d'Arc est inaugurée à l'ermitage de Bermont, près de Domremy, village natal de Jeanne[6],[7],[8],[9]. Une copie de la statue, également réalisée par Boris Lejeune, est aussi offerte à la ville de Saint-Pétersbourg, où elle est installée en mai 2020, pour le centenaire de la canonisation de Jeanne d'Arc, puis inaugurée et bénite le 13 octobre 2023[10].
- En 2019 est inauguré à Orange un monument à la mémoire des victimes de la Terreur[11].
- En 2024, une statue du général Marcel Bigeard est inaugurée près du monument aux morts de Toul, où le Général est né, où il a été élu député et où il est mort en 2010 à l’âge de 94 ans[12]. Malgré le soutien de la mairie DVG (élue sous les étiquettes PS-PCF-EELV) au projet, une polémique est créée par la Ligue des droits de l'homme et une partie de la gauche locale, qui refusent qu'on rende hommage à « cet officier français, engagé dans deux aventures coloniales, Indochine et Algérie, meurtrières pour les populations concernées mais aussi traumatisantes pour ceux des Français qui y furent jetés. »[12]

Boris Lejeune est peintre en parallèle de son travail de sculpteur. Ses matériaux sont la tempera, le pastel et l'huile. Ses thèmes sont essentiellement les paysages : les successions de plans s'élèvent verticalement et le paysage devient comme une colonne. Ses tableaux se trouvent dans des collections privées et publiques,.
En 2019, il reçoit le prix Renaissance des arts.

## Écriture
Boris Lejeune a publié plusieurs recueils de poésie aux Éditions de la Différence : Fontes, Fêter le temps et Préface au regard.
- En 1992, il participe à la fondation de la revue Présages. La même année paraît le livre Genèse de l'arbre, où ses photographies accompagnent des poèmes de Bernard Noël. En 1995, le livre de poésie Terre Ciel Visage paraît aux Éditions de la différence. Il est composé de textes portant sur les travaux de Boris Lejeune, par Guillevic, Alexis Gloaguen, Vahé Godel et Jean-Marie Le Sidaner.

Quelques années plus tard, il organise une rencontre de poètes russes et français à travers la revue bisannuelle Dépôt.
- En 2001, le livre Visages antérieurs paraît aux Éditions de la Différence, avec des textes de Zéno Bianu, Yves Mabin Chennevière, Guillevic, Michel Mourot, Bernard Noël, Claude Michel Cluny, Michel Deguy, Michel Butor, Alexis Gloaguen, Vahé Godel, Colette Lambrichs et André Velter, accompagnés de photos de leurs portraits sculptés par Boris Lejeune.
- En 2002, Le Miroir des heures : un équilibre instable, un recueil de ses poèmes et essais, paraît à Moscou.
- En 2003 paraît le livre de philosophie Les Images et l'Image (textes de Claude-Michel Cluny, Michel Butor, Michel Deguy, Jean-Luc Guichet, Christian Prigent, Jean-Baptiste Para et Jean-Luc Nancy), qui accompagne l'exposition de Boris Lejeune au Palais du Tau à Reims.
- En 2012, Boris Lejeune participe au livre collectif franco-russe Art ou mystification ? avec un essai appelé "L'art contemporain : la perfection de la mort".
- En 2014 paraît le livre Qu'est-ce que la beauté ? aux Éditions Desclée de Brouwer[17], composé d'une première partie de Jean Brun, publiée à titre posthume et qui trace la genèse de la "mort de l'art", et d'une seconde partie écrite par Boris Lejeune.
- Boris Lejeune collabore régulièrement à la revue politique et religieuse Catholica[18].